# František Vyčichlo
František Vyčichlo (1905 — janeiro de 1958) foi um matemático tcheco.

## Obras
- Ivo Babuška, Karel Rektorys e František Vyčichlo, Mathematische Elastizitatstheorie der ebenen Probleme. Berlim: Akademie-Verlag, 1960.